# Protea sulphurea
Protea sulphurea (лат.) — кустарник, вид рода Протея (Protea) семейства Протейные (Proteaceae), эндемик Капской области Южной Африки.

## Таксономия
Вид Protea sulphurea был впервые Эдвином Перси Филлипсом в 1910 году. Типовая серия (гербарный лист № 3208) была первоначально собрана немецким исследователем Рудольфом Марлотом в 1903 году; есть, по крайней мере, три гербарных листа с образцами, помеченные как Marloth3208, хранящиеся в Гербарии Кью. Другой, возможно более старый, образец был также собран неким Пирсоном (возможно, Томасом Пирсоном Стокоу), который, возможно, был первым европейцем, собравшим этот вид. Филлипс не приводит ни типа таксона, ни этимологии видового названия. Отто Штапф обозначил коллекцию Пирсона как голотип в 1912 году, но в 1972 году Джон Патрик Рурк по какой-то причине отменил это и выбрал в качестве лектотипа один из трёх листов коллекции Марлота в Гербарии Кью.

## Ботаническое описание
Protea sulphurea — низкий приземистый древовидный густо-разветвлённый кустарник до 0,5, 1,8 или 2 м высотой. Ветки гладкие. Листья сизые (или желтоватые во время засухи), с нечёткими прожилками, мелко морщинистые, 2-3 см в длину и от 6 до 13 мм в ширину, узко обратнояйцевидно-клиновидные, либо ланцетные.
Цветки появляются с апреля по август, плотно упакованные вместе в крупных соцветиях. Эти соцветия, или, точнее, псевдантии (также называемые «цветочными головками»), почти сидячие (с очень коротким и нечетким цветоносом) и свисают вниз к земле. У них есть цветоложе длиной 2,5 см конической формы. Цветочная головка окружена подобными лепесткам структурами, называемыми «обволакивающими прицветниками», они гладкие и расположены в девять или десять рядов. В наружных рядах прицветники имеют несколько заострённые концы, яйцевидной формы и мелко реснитчатые (с бахромой из волосков). Внутренние прицветники имеют продолговатую или лопатковидную продолговатую форму и длиннее настоящих цветков. Это однодомное растение, оба пола встречаются в каждом цветке. Лепестки и чашелистики цветов слиты в трубчатую оболочку околоцветника длиной 2,3 см.

Protea sulphurea
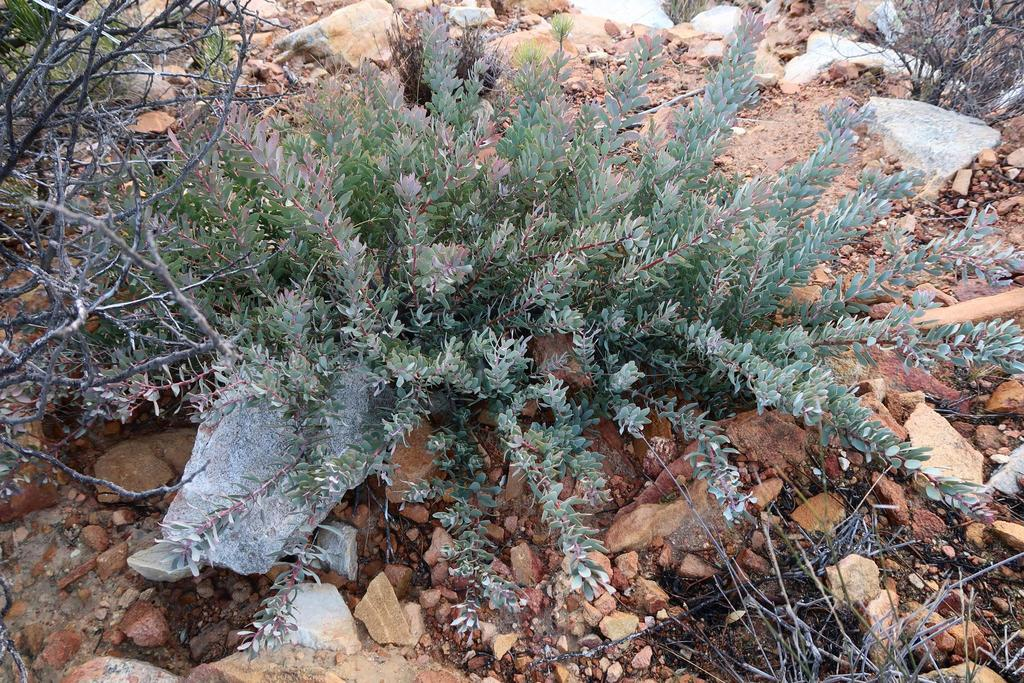
Общий вид
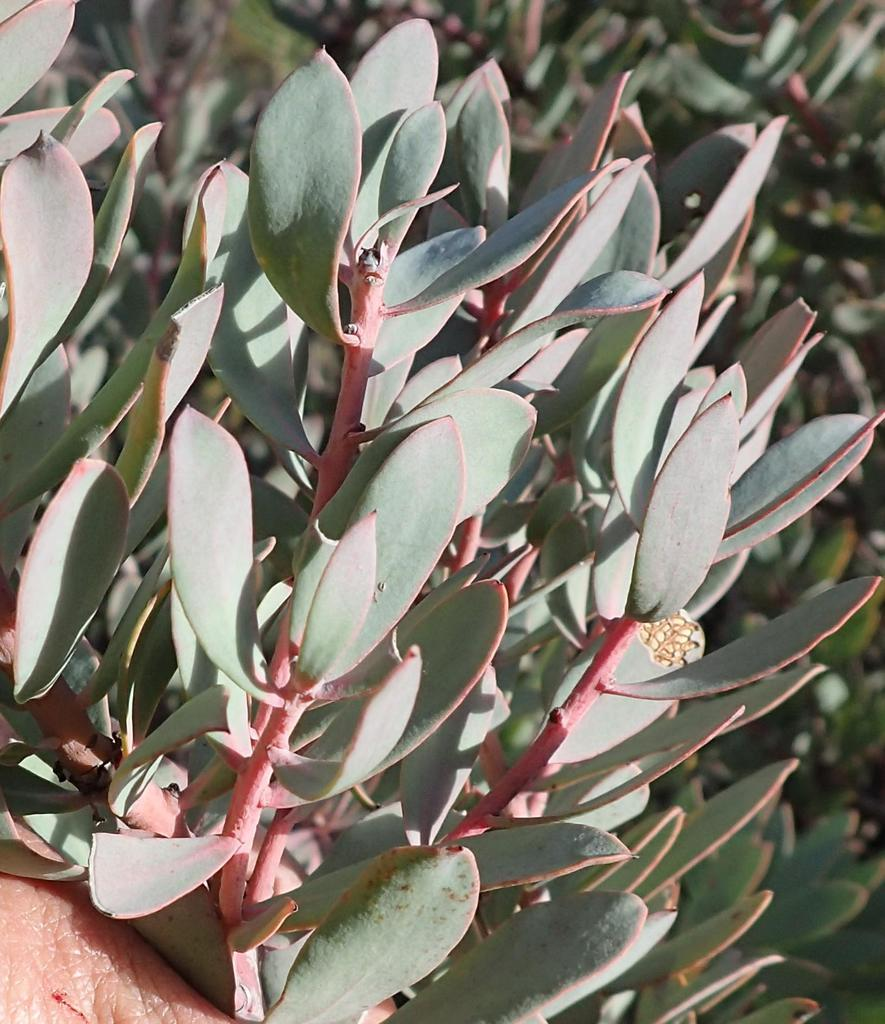
Листья
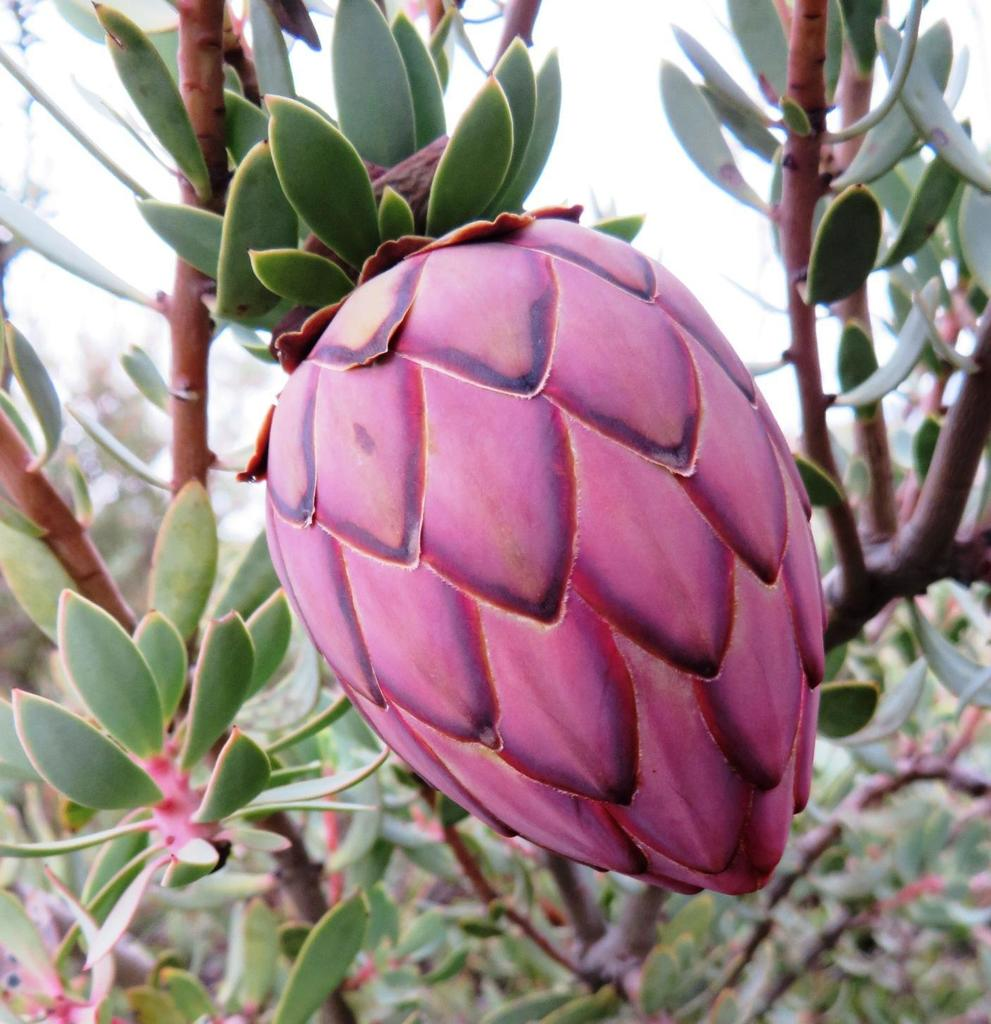
Бутон
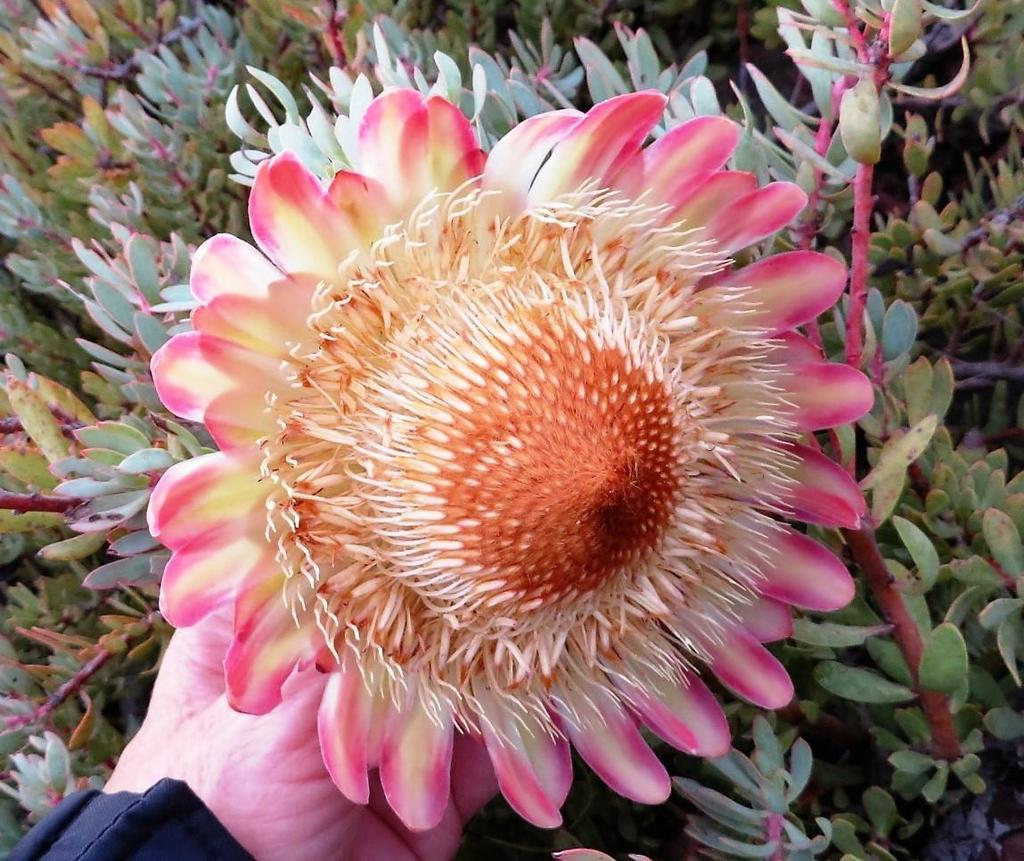
Соцветие
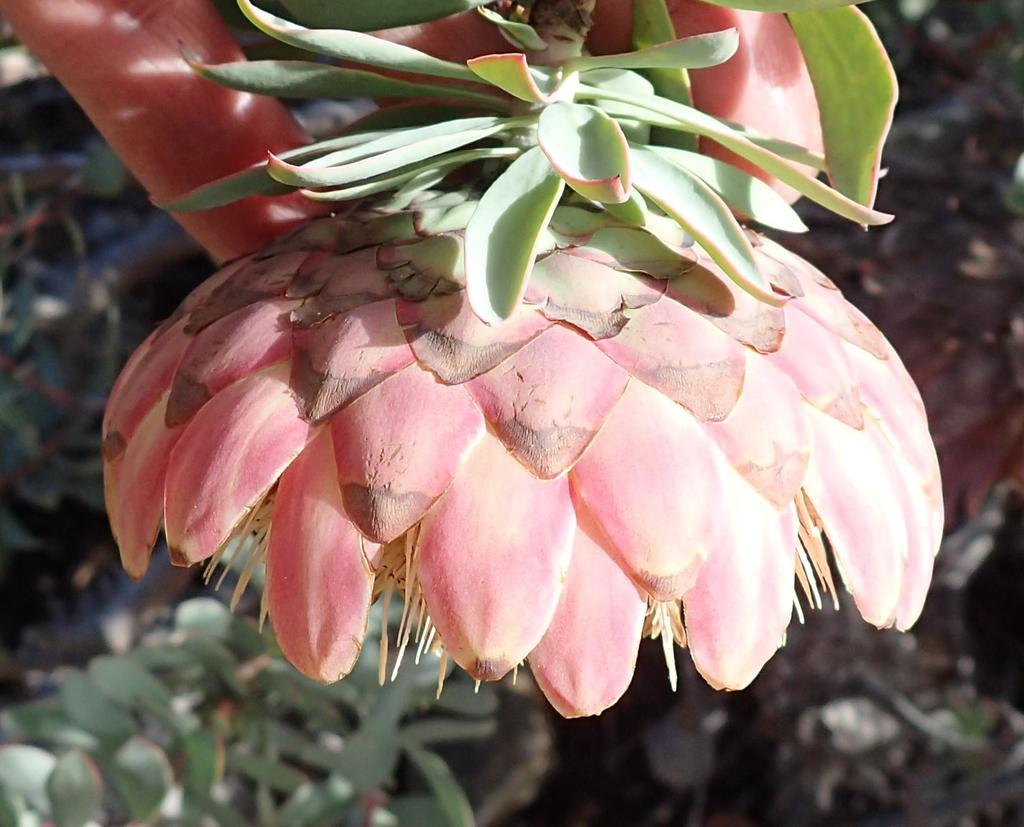
Склонённое соцветие

### Похожие виды
P. sulphurea похож на Protea effusa и в первую очередь отличается наличием цветоложа конической формы внутри соцветия, а также с P. pendula, от которого отличается наличием более широких листьев с нечётким жилкованием.

## Распространение и местообитание
Protea sulphurea — эндемик Западно-Капской провинции Южной Африки. Распространён от гор Хекс-Ривер через горы Виттеберг до гор Свартберг и Вабумсберга, который является одним из гор Куэ-Боккевельд. Встречается недалеко от города Матьесфонтейн.
Произрастает в засушливых районах в среде обитания, которая чаще всего является финбошом, хотя недалеко от города Матьесфонтейн вид также растёт в реностервельде на сланцевой почве, а также в сланцевых финбошах. Обычно растёт на песчаниковых почвах, хотя несколько популяций, обитающие вокруг Матьесфонтейна, также растут здесь на кварцитовом субстрате и вышеупомянутом сланце. Встречается на высоте от 1000 до 1550 метров над уровнем моря.

## Биология
Взрослые растения погибают в периодических лесных пожарах, охватывающих его среду обитания, но семена могут выжить в таких случаях. Цветёт осенью и зимой с апреля по август. Цветки опыляются птицами. Плоды могут храниться несколько лет. Семена хранятся в семенных головках на растении и разносятся ветром после раскрытия.

## Охранный статус
P. sulphurea не находится под угрозой исчезновения. Популяция считается стабильной. В 2009 году Южноафриканский национальный институт биоразнообразия впервые оценил этот вид как имеющий природоохранный статус «наименее опасный» — мнение, которое институт подтвердил в 2019 году. Международный союз охраны природы классифицирует природоохранный статус вида как «вызывающий наименьшие опасения».